# 皇家維多利亞站
皇家維多利亞站（英語：Royal Victoria DLR station）是碼頭區輕便鐵路的一個車站，位於倫敦東部，開通於1994年3月28日。車站名稱由來於附近的皇家維多利亞船塢。皇家維多利亞站位於倫敦第3收費區。